# Kanton Perreux
Kanton Perreux (francouzsky Canton de Perreux) je francouzský kanton v departementu Loire v regionu Rhône-Alpes. Tvoří ho 9 obcí.

## Obce kantonu
- Combre
- Commelle-Vernay
- Le Coteau
- Coutouvre
- Montagny
- Notre-Dame-de-Boisset
- Parigny
- Perreux
- Saint-Vincent-de-Boisset